# مها إبراهيم غانم
مها إبراهيم غانم هي كاتبة وصحفية مصرية وأستاذة بكلية الآداب تخرجت من قسم المكتبات والمعلومات في كلية الآداب بجامعة المنوفية، ونالت درجة الماجستير في الآداب عام 2006 عن دراسة بيوجرافية ببليوجرافية ببليومترية بعنوان «أدب الأطفال عند عبد التواب يوسف» كما أنها حاصلة على زمالة كلّية الدفاع الوطني من أكاديمية ناصر العسكرية التي تعد واحدة من أعلى مراكز الدراسات العسكرية في العالم العربي فيما يتعلق بموضوعات الأمن القومي والاستراتيجية القومية، وقد نالت على الزمالة عن بحث بعنوان «تطوير التعليم العالي واثرة على الأمن القومي المصري».

## أعمالها ومؤلفاتها
كتبت مها إبراهيم غانم العديد من المقالات لعدد من الصحف المصرية مثل صحيفة المصري اليوم، كما صدر لها حتى الآن 
- أدب الأطفال عند عبد التواب يوسف: صدر عام 2009 عن الدار المصرية اللبنانية للطبع والنشر والتوزيع بالقاهرة.[4]
- كتب الأطفال في مصر: صدر عام 2016 عن دار الكتاب المصري اللبناني، وكتب مقدمته الدكتور إسماعيل سراج الدين.[5][6]
- ·      " كتب التجديد والإصلاح في الفكر الإسلامي الحديث"-دراسة ببليوجرافية، مكتبة الإسكندرية، 2009. ·      كتاب "أدب عبد التواب يوسف"– دراسة بيوجرافية.. ببلومترية. ببلوجرافية، الدار المصرية اللبنانية، 2009م. ·      كتاب "كتب المترجمة والمقتبسة في مصر، دراسة في الحاجة والهدف والأداء."  دار الكتاب اللبناني دار الكتاب المصري 2016. ·      كتاب " تطوير التعليم العالي في مصر وأثرة على الأمن القومي المصري" 2018 دار الكتاب اللبناني دار الكتاب المصري تحت الطبع. ·      "الترجمة بين الواقع والمأمول"، بحث قُدم إلى لجنة الترجمة بالمجلس الأعلى للثقافة، 2010. ·      كتب الأطفال في مكتبة الأسرة-دراسة ببليوجرافية، بحث قُدم إلى مؤتمر جمعية المكتبات بالعريش، 2010. ·      "كتب المقتبسة "_ دراسة ببليونشرية، ورقة عمل قُدمت إلى لجنة الترجمة بالمجلس الأعلى للثقافة، 2011. ·      "العلاج بالقراءة أثناء مراحل النمو"، بحث قُدم إلى جامعة الأميرة نور بالرياض، المملكة العربية السعودية، 2011. ·      مقالات بمجلة الرافد "عبد التواب يوسف ما ترجم وما ترجم له "دائرة الثقافة والاعلام حكومة الشارقة، 2011. ·      "الدين وحقوق المرأة " ورقة بحثية قدمت إلى مركز كارتر للحريات أتلانتا بالولايات المتحدة الأمريكية 2017. ·      "الرضاء الوظيفي للعاملين بالمكتبات الجامعية بجامعة الزقازيق – دراسة ميدانية – ورقة بحثية قدمت إلى مؤتمر جمعية المكتبات بالقاهرة 2014 ·      " أصوات النساء " ورقة بحثية قدمت الي مركز "كونرد ايدن اور" وجامعة قرطاج بجمهورية تونس 2016 ·      " الصراع المسلح وتفاقم العنف ضد المرأة الأفريقية " ورقة بحثية قدمت في مؤتمر إلى مركز وايلى للدراسات أبوجا نيجيريا  2018.